# Clasificación mundial de clubes según la IFCStat
La clasificación mundial de clubes de fútbol, conocida por su denominación inglesa de Football Club World Ranking, es una clasificación que pretende designar al mejor club de fútbol de cada semana establecido por el Instituto de Estadísticas de Entrenadores de Fútbol (in. The Institute of Football Coaching Statistics IFCStat), desde su instauración en el año 2012. La organización surgió en los Países Bajos dos años antes con el objetivo de ser un proveedor independiente de información relativa al rendimiento de los entrenadores de fútbol y su análisis estadístico.
El estamento, no avalado por las diferentes asociaciones oficiales futbolísticas, ofrece un sistema de clasificaciones de clubes y entrenadores a nivel mundial según los resultados cosechados cada semana en las diferentes competiciones oficiales de los 40 países contrastados y según sus propios baremos.

## Ranking semanal
El equipo español del Fútbol Club Barcelona lidera el actual ranking semanal en la cuarta semana del mes de noviembre de 2016 con 16611 puntos, fecha de la última actualización, lugar que ocupa desde la primera semana del mes de mayo de 2015. En total son 84 semanas consecutivas en el primer puesto de la clasificación para un total de 151 semanas históricas desde 2012, no habiendo descendido nunca más allá del cuarto puesto. El club catalán aventaja en 51 puntos al segundo clasificado.
En el registro histórico, el también equipo español del Real Madrid Club de Fútbol es quien más veces se situó entre los tres primeros con un total de 248 semanas, mientras que se mantuvo en la primera posición un total de 54, seguido por las 50 del Fußball-Club Bayern alemán. El Sevilla Fútbol Club es el cuarto club clasificado, mientras que el Club Atlético de Madrid es el cuarto y hasta el momento último equipo en haber liderado la clasificación semanal, tras una semana en el primer puesto, y tercero en la general.
Cabe destacar que desde su instauración, el podio ha sido siempre ocupado por equipos de la UEFA, circunstancia que también se da entre los diez mejores clasificados hasta que el 1 de junio de 2015 irrumpiese en el top-10 el Club Atlético River Plate argentino, de la CONMEBOL, seguido meses después por el Sport Club Internacional brasileño, manteniéndose como los únicos clubes no europeos en dicho ranking antes de que también lo lograsen en febrero de 2016 el Club de Fútbol Tigres de la Universidad Autónoma de Nuevo León mexicano, en mayo su compatriota el Club América, y en noviembre el Atlético Nacional colombiano y los coreanos Football Club Seoul y Jeonbuk Hyundai Motors Football Club a fecha de la última actualización. Entre ellos, España es el país más representado con cuatro equipos, ocupando además las cuatro primeras posiciones del ranking.

En negrita actual líder de la clasificación.
| Equipo                          | Semanas | Semanas | Semanas | Total de podios (257) |
| Equipo                          | 1.º     | 2.º     | 3.º     | Total de podios (257) |
| ------------------------------- | ------- | ------- | ------- | --------------------- |
| Fútbol Club Barcelona           | 151     | 36      | 27      | 214                   |
| Real Madrid Club de Fútbol      | 54      | 152     | 42      | 248                   |
| Fußball-Club Bayern             | 50      | 21      | 77      | 148                   |
| Club Atlético de Madrid         | 1       | 35      | 44      | 80                    |
| Sevilla Fútbol Club             | —       | 11      | 25      | 36                    |
| Chelsea Football Club           | —       | —       | 25      | 25                    |
| Manchester United Football Club | —       | —       | 14      | 14                    |
| Manchester City Football Club   | —       | —       | 3       | 3                     |

| Top 10 Actual (Semana 257 del 28 de noviembre de 2016). | Top 10 Actual (Semana 257 del 28 de noviembre de 2016). | Top 10 Actual (Semana 257 del 28 de noviembre de 2016). | Top 10 Actual (Semana 257 del 28 de noviembre de 2016). |
| Posición                                                | Club                                                    | Confederación                                           | Puntos                                                  |
| 1                                                       | F. C. Barcelona                                         | UEFA                                                    | 16611                                                   |
| 2                                                       | Real Madrid C. F.                                       | UEFA                                                    | 16560                                                   |
| 3                                                       | Atlético de Madrid                                      | UEFA                                                    | 14624                                                   |
| 4                                                       | Sevilla F. C.                                           | UEFA                                                    | 13760                                                   |
| 5                                                       | F. C. Bayern                                            | UEFA                                                    | 12810                                                   |
| 6                                                       | B. V. Borussia                                          | UEFA                                                    | 11894                                                   |
| 7                                                       | F. K. Shajtar Donetsk                                   | UEFA                                                    | 11386                                                   |
| 8                                                       | Atlético Nacional                                       | CONMEBOL                                                | 10946                                                   |
| 9                                                       | Jeonbuk Hyundai Motors F. C.                            | AFC                                                     | 10634                                                   |
| 10                                                      | Juventus F. C.                                          | UEFA                                                    | 10557                                                   |
| Última actualización: 28 de noviembre de 2016 *         | Última actualización: 28 de noviembre de 2016 *         | Última actualización: 28 de noviembre de 2016 *         | Última actualización: 28 de noviembre de 2016 *         |
| ------------------------------------------------------- | ------------------------------------------------------- | ------------------------------------------------------- | ------------------------------------------------------- |